# Smedsdammen
Smedsdammen är en sjö i Hjo kommun i Västergötland och ingår i Motala ströms huvudavrinningsområde.